# Graphs and Combinatorics
Graphs and Combinatorics is een internationaal, aan collegiale toetsing onderworpen wetenschappelijk tijdschrift op het gebied van de grafentheorie en de combinatieleer. De naam wordt in literatuurverwijzingen meestal afgekort tot Graph. Combinator. Het wordt uitgegeven door Springer Science+Business Media en verschijnt 6 keer per jaar. Het eerste nummer verscheen in 1985.